# Viktor Tsyplakov
Temple de la renommée russe : 2011
Viktor Tsyplakov (né le 9 décembre 1937 à Moscou en URSS) est un ancien joueur professionnel russe de hockey sur glace. Son petit-fils Maksim est également joueur professionnel.

## Carrière de joueur
Durant sa carrière professionnelle dans le championnat d'URSS, il a porté les couleurs du HK Lokomotiv Moscou. Il termine avec un bilan de 530 matchs et 263 buts en élite.

## Carrière internationale
Il a représenté l'URSS à 11 reprises sur une période de trois saisons entre 1960 et 1964. Il a participé à une édition du championnat du monde pour un bilan d'une médaille d'argent.

## Statistiques
Pour les significations des abréviations, voir Statistiques du hockey sur glace.

### En équipe nationale
| Année | Équipe | Compétition |  | PJ | B | A | Pts | Pun                |  | Résultat |
| 1961  | URSS   | CM          |  |    |   |   |     | Médaille de bronze |  |          |